# 18-as busz (Nagykanizsa)
A nagykanizsai 18-as jelzésű autóbusz a Kalmár utca és a Vasútállomás megállóhelyek között közlekedik. A 2,4–2,6 km hosszú járatot a Volánbusz üzemelteti.

## Története
A nagykanizsai autóbuszvonal-hálózat 2005-ös átszervezését megelőzően a Nagykanizsa vasútállomást – a 18-as vonal mellett – a 23-as és a 33-as vonalak is érintették. A hálózat módosítását megelőző utasszámlálás szerint a három autóbuszvonal párhuzamos szakaszán az egy vonalra eső átlagos napi utasszám – a Vasútállomás felé – 200 fő alatt volt.
Az átszervezés során megszüntették a másik két vonalat, ezzel egy időben a 18-as jelzésű autóbuszokat nagyobb járatsűrűséggel indították. A Zala Volán javaslatára – azok érdekében, akik a két vonal megszűnése miatt átszállásra kényszerülnek – bármelyik másik vonalon érvényesített menetjegy egy órán belül a 18-as vonalon, illetve a 18-ason érvényesített menetjegy bármely más vonalon történő utazásra jogosít.

## Útvonala
| Vasútállomás felé                                                              | Kalmár utca felé                                                                                                   |
| ------------------------------------------------------------------------------ | --- |
| Kalmár utca – Kalmár utca – Zrínyi Miklós utca – Ady Endre utca – Vasútállomás | Vasútállomás – Ady Endre utca – Zrínyi Miklós utca – Csengery út – Fő út – Király utca – Kalmár utca – Kalmár utca |

## Megállóhelyei
Az átszállási kapcsolatok között a 41E és C33 jelzésű buszok nincsenek feltüntetve!
| 0 | Kalmár utca              | 8 | 2, 4A, 4Y, 6, 6C, 8, 8Y, 10, 10Y, 16, 16A, 20, 20Y, 21, 21E, 21Y, C3, C5, C7 | Helyközi autóbusz-állomás, Vásárcsarnok, Kanizsa Plaza, Bolyai János Általános Iskola                                                |
| ∫ | Dél-Zalai Áruház         | 5 | 4, 6, 6A, 6C, 6Y, 8, 8Y, 10, 10Y, C3                                         | Városháza, Helyközi autóbusz-állomás, Dél-Zalai Áruház, Rendőrkapitányság, Járásbíróság, Bolyai János Általános Iskola, Erzsébet tér |
| 5 | Posta                    | 3 | 8, 8Y, 20, 20Y, 21, 21E, 21Y                                                 | Zrínyi Miklós Általános Iskola, 1-es posta, Szent József templom, Fogorvosi rendelő                                                  |
| 6 | Ady Endre utca 39-40.    | 2 | 21E                                                                          | Thúry György Szakképző Iskola, Pannon Egyetem, Olajbányász sporttelep                                                                |
| 7 | Cserháti szakközépiskola | 1 |                                                                              | Cserháti Sándor Szakképző Iskola és Kollégium, Izraelita temető, MÁV-NTE sporttelep                                                  |
| 8 | Vasútállomás             | 0 |                                                                              | Nagykanizsa MÁV-NTE Stadion |